# Abdelmounaim Boutouil
Abdelmounaim Boutouil (Benslimane, 1 de septiembre de 1998) es un futbolista marroquí que juega en la demarcación de defensa para el Mamelodi Sundowns FC del Liga Premier de Sudáfrica.

## Selección nacional
Tras jugar con la selección de fútbol sub-23 de Marruecos, finalmente hizo su debut con la selección de fútbol absoluta el 18 de enero de 2021 en un encuentro del Campeonato Africano de Naciones de 2020 contra Togo que finalizó con un resultado de 1-0 a favor del combinado marroquí tras el gol de Yahya Jabrane. Tras seis partidos disputados en el Campeonato Africano de Naciones de 2020, ganó el título.

## Clubes
| Club                        | País      | Año       | Partidos | Goles |
| --------------------------- | --------- | --------- | -------- | ----- |
| FAR Rabat                   | Marruecos | 2016-2017 | 3        | 0     |
| KAC de Kenitra (cedido)     | Marruecos | 2017-2018 | 10       | 0     |
| FAR Rabat                   | Marruecos | 2018-2020 | 27       | 1     |
| Royale Union Saint-Gilloise | Bélgica   | 2018-2019 | 0        | 0     |
| SCC Mohammédia (cedido)     | Marruecos | 2019-2021 | 37       | 1     |
| Raja Casablanca (cedido)    | Marruecos | 2021-2022 | 0        | 0     |
| Mamelodi Sundowns FC        | Sudáfrica | 2022-     |          |       |